# GRYSL
GRYSL was een Nederlandse band uit Zeeland, met een repertoire van eigen nummers en covers voorzien van eigen teksten in het Nederlands en in het Zeeuws.

## Geschiedenis
De band wordt in 1998 opgericht als Greezle door zanger Henny Lamper en bassist André Karelse. In 2000 gaat de band verder als GRYSL. De groep brengt in 2003 het album De Stad Slaapt Nooit uit. De opvolger Zeg Het verschijnt in 2006. Er wordt veel opgetreden, o.a. tijdens de Zeeuwse Avonden in diverse Zeeuwse theaters, op festivals en ook op de radio bij Omroep Zeeland.

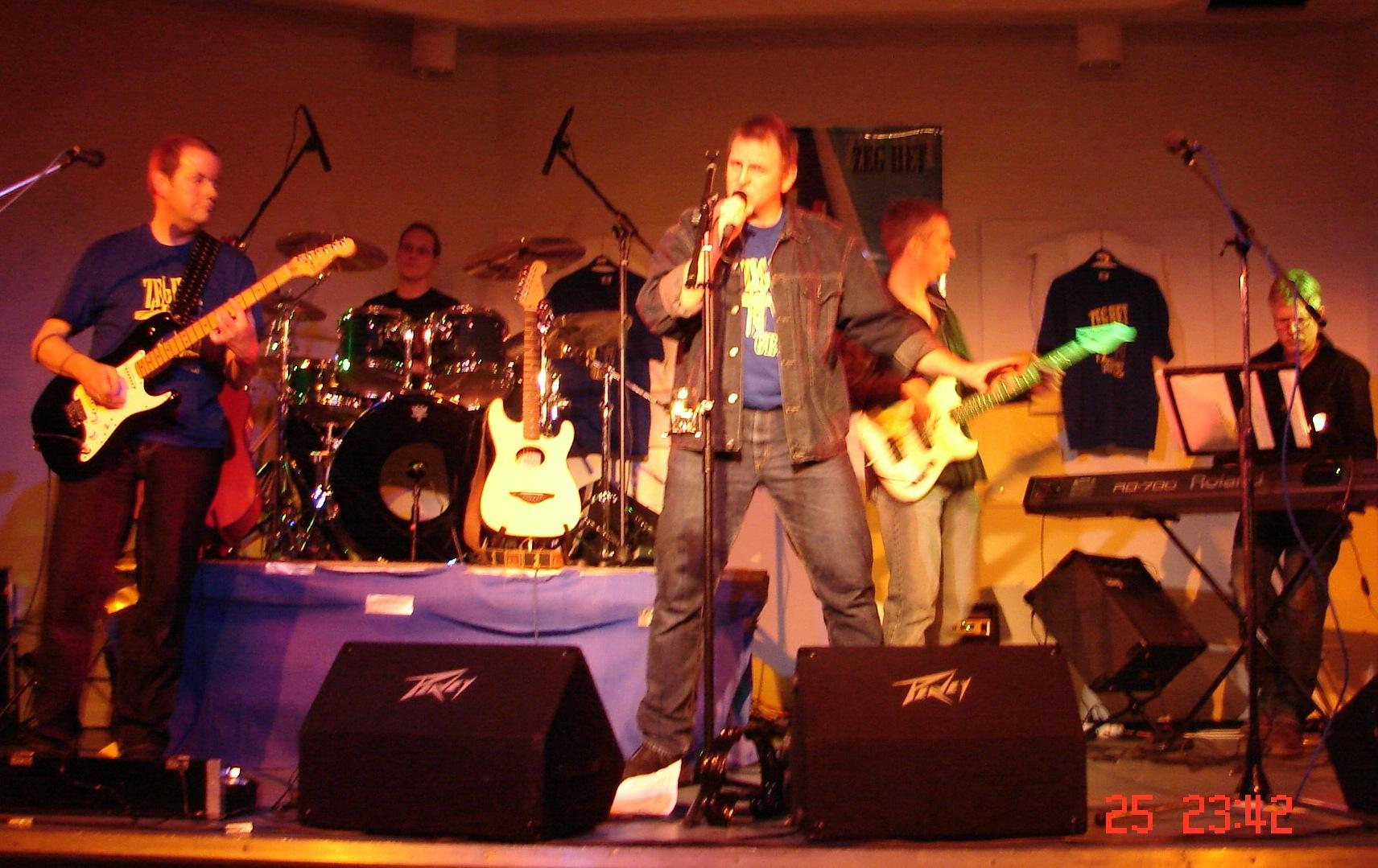
GRYSL tijdens de albumpresentatie van Zeg Het in Het Blokhuis te Kattendijke, 2006. V.l.n.r. Paul, Peter, Henny, André en Kees.

Bij de dialectwedstrijd Zing Zeeuws! krijgt de band de tweede prijs voor het nummer "Pelgrim in Parijs". Tijdens dat evenement kondigt de band aan bezig te zijn met een Zeeuwse theaterversie van The Wall van Pink Floyd. Om dit uit te kunnen voeren wordt de groep in 2006 uitgebreid met extra muzikanten. Er worden drie nummers opgenomen voor de ep De Muur. De band heet vanaf dan GRYSL’s Muurproject. Het wordt een grote productie, compleet met kinderkoor en figuranten. Er wordt opgetreden in theaters en op dialectfestivals. In 2010 stopt de band. 
Voorafgaand aan de album-presentatie D.B. van Hendrik’s Compagnie in november 2022 trad een deel van de band op. In een akoestische setting werden enkele GRYSL-nummers nog éénmaal live gebracht.

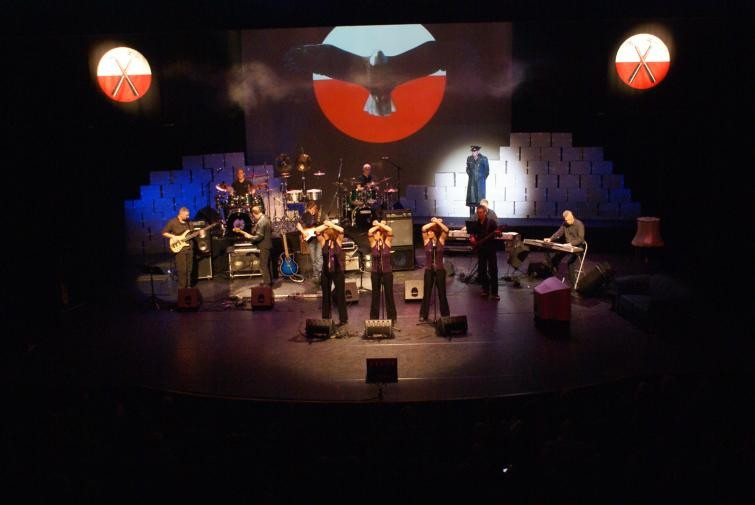
GRYSL's Muurproject, Thewallinteeuws in Theater De Mythe Goes, 2008.

## Bezetting
- Henny Lamper - zang, gitaar, percussie (1998 - 2010, 2018-2019, 2022)
- Paul Jongejan - gitaar, zang (2000 - 2010, 2018-2019, 2022)
- André Karelse - basgitaar (1998 - 2010, 2018-2019)
- Peter Nieuwenhuize - drums (1999 - 2010, 2018-2019, 2022)
- Kees Welleman - toetsen (2002 -2010, 2018-2019)

## Discografie
- De Stad Slaapt Nooit (album), GRY02, 2003
- Zeg Het (album), GRY007, 2006
- De Muur (ep), GRY008, 2008